# Bobrov (Námestovo)
Bobrov es un municipio del distrito de Námestovo en la región de Žilina, Eslovaquia, con una población estimada a final del año 2024 de 2084 habitantes.
Se encuentra ubicado al norte de la región, cerca del curso alto del río Váh (cuenca hidrográfica del Danubio), de los montes Tatras y de la frontera con Polonia.

## Demografía
| Año        | 1994 | 2004    | 2014     | 2024     |
| ---------- | ---- | ------- | -------- | -------- |
| Población  | 1441 | 1530    | 1739     | 2084     |
| Diferencia |      | +6,17 % | +13,66 % | +19,83 % |

| Año        | 2023 | 2024    |
| ---------- | ---- | ------- |
| Población  | 2042 | 2084    |
| Diferencia |      | +2,05 % |